# Мар'євська сільська рада (Сакмарський район)
Ма́р'євська сільська рада (рос. Марьевский сельский совет) — сільське поселення у складі Сакмарського району Оренбурзької області Росії.
Адміністративний центр — село Мар'євка.

## Населення
Населення — 824 особи (2019; 861 в 2010, 918 у 2002).

## Склад
До складу сільської ради входять:
| Населений пункт | Населення, осіб (2002) | Населення, осіб (2010) |
| --------------- | ---------------------- | ---------------------- |
| Жданово, село   | 179                    | 160                    |
| Мар'євка, село  | 714                    | 665                    |
| Янгіз, село     | 25                     | 36                     |